# Fones (fonética)
Em fonética e linguística, um fone é qualquer som ou gesto distinto de fala, independentemente de o som exato ser crítico para o significado das palavras.
Em contraste, um fonema é um som da fala em um determinado idioma que, se trocado por outro fonema, pode transformar uma palavra em outra. Os fones são absolutos e não são específicos para nenhum idioma, mas os fonemas podem ser discutidos apenas em referência a idiomas específicos.
Por exemplo, as palavras cama e gama começam com dois fonemas distintos, /k/ e /g/, e trocar um pelo outro transformaria uma palavra em uma palavra diferente. Colocar aspiração nunca afeta o significado ou a identidade de uma palavra em português; não é possível substituir [k] por [kʰ] (ou vice-versa) e, assim, converter uma palavra em outra. Assim, [kʰ] e [k] são dois fones distintos, mas não fonemas distintos em português. Fones também podem ser vocálicos.
Por outro lado, trocar os mesmos dois sons em hindustâni pode transformar uma palavra em outra: [pʰal] (फल) significa 'fruta' e [pal] (पल) significa 'momento'.
Os sons são então fonemas diferentes. Como pode ser visto nesses exemplos, os fonemas, ao invés dos fones, são as características da fala que são tipicamente refletidas (mais ou menos imperfeitamente) em um sistema de escrita.

## Visão geral
No contexto das línguas faladas, um fone é um som não analisado de uma língua. Um fone é um segmento de fala que possui propriedades físicas ou perceptivas distintas e serve como unidade básica de análise fonética da fala. Os fones geralmente são vogais ou consoantes.
Uma transcrição fonética (baseada em fones) é colocada entre colchetes ([]) no lugar de barras (/ /) de uma transcrição fonêmica (baseada em fonemas). Os fones (e frequentemente os fonemas também) são comumente representados pelo uso de símbolos do AFI.
Por exemplo, a palavra inglesa spin consiste em quatro fones, [s], [p], [ɪ] e [n], e a palavra, portanto, tem a representação fonética [spɪn]. A palavra pin tem três fones; nessa palavra, o som inicial é aspirado e pode ser representado como [pʰ]; a representação fonética da palavra seria então [pʰɪn]. (As características precisas que são mostradas em uma representação fonética dependem de se uma transcrição estreita ou ampla está sendo usada e das características que o escritor deseja chamar a atenção em um determinado contexto.)
Quando os fones são considerados realizações do mesmo fonema, eles são chamados de alofones desse fonema. Em inglês, por exemplo, [p] e [pʰ] são considerados alofones de um único fonema, que é escrito /p/. As transcrições fonêmicas dessas duas palavras são, portanto, /spɪn/ e /pɪn/, e a aspiração não é mais mostrada por não ser distinta.